# Monika Bosilj
Monika Bosilj, po mężu Tomoljenović (ur. 23 grudnia 1985 w Mostarze) – chorwacka koszykarka występująca na pozycji rzucającej, reprezentantka kraju.
4 czerwca 2019 została zawodniczką Enei AZS Poznań.

## Osiągnięcia
Stan na 28 sierpnia 2020, na podstawie, o ile nie zaznaczono inaczej.
NCAA
- Zaliczona do:
  - I składu turnieju FIU Thanksgiving Classic (2006)
  - II składu All-Sun Belt (2009)

Drużynowe
- Wicemistrzyni:
  - Chorwacji (2013, 2015)
  - Słowenii (2011)
- Brąz mistrzostw Chorwacji (2006)
- Finalistka pucharu:
  - Chorwacji (2012, 2016)
  - Słowenii (2011)
- Uczestniczka Euroligi (2013/2014)

Indywidualne
(* – nagrody przyznane przez eurobasket.com)
- MVP turnieju Viudi Kup (2003, 2004)
- Defensywna zawodniczka roku ligi chorwackiej (2013, 2015)*
- Najlepsza skrzydłowa ligi chorwackiej (2013)*
- Zaliczona do*:
  - I składu:
    - ligi chorwackiej (2013)
    - defensywnego ligi chorwackiej (2016)
    - zawodniczek:
      - krajowych ligi chorwackiej (2013)
      - zagranicznych ligi słoweńskiej (2011)

  - II składu ligi słoweńskiej (2011)
  - honorable mention ligi chorwackiej (2015, 2016)

Reprezentacja
Seniorska
- Uczestniczka mistrzostw Europy (2013 – 11. miejsce)

Młodzieżowe
- Uczestniczka:
  - mistrzostw Europy U–20 (2005 – 5. miejsce)
  - kwalifikacji do mistrzostw Europy U–20 (2004)